# Chustup
Chustup (armeniska: Խուստուփ) är ett berg i Armenien. Det ligger i provinsen Siunik, i den sydöstra delen av landet, nära staden Kapan och 190 kilometer sydost om huvudstaden Jerevan. Toppen på Chustup är 3 214 meter över havet, eller 500 meter över den omgivande terrängen. Bredden vid basen är 5,1 km. Chustup ingår i Meghrubergen.
Terrängen runt Chustup är huvudsakligen bergig, men åt sydväst är den kuperad. Närmaste större samhälle är Kapan, 10,2 kilometer nordost om Chustup.
Trakten runt Chustup består i huvudsak av gräsmarker. Runt Chustup är det ganska glesbefolkat, med 42 invånare per kvadratkilometer.